# Begonia buddleiifolia
Espèce
Synonymes
- Begonia lantaniifolia A.DC.[1]
- Begonia pilderia A.DC.[1]
- Begonia urticaefolia (Klotzsch) Warb. nom. illeg.[1]
- Pilderia urticifolia Klotzsch[1]

Begonia buddleiifolia est une espèce de plantes de la famille des Begoniaceae.
L'espèce fait partie de la section Pilderia.
Elle a été décrite en 1859 par Alphonse Pyrame de Candolle (1806-1893).

## Répartition géographique
Cette espèce est originaire des pays suivants : Colombie ; Équateur ; Pérou ; Venezuela.